# Helcogramma desa
Helcogramma desa és una espècie de peix de la família dels tripterígids i de l'ordre dels perciformes.

## Hàbitat
És un peix marí de clima tropical que viu fins als 7 m de fondària.

## Distribució geogràfica
Es troba a les Filipines i al Vietnam.